# Montgròs (Sant Pere de Ribes)
Montgròs és un mas de Sant Pere de Ribes (Garraf) protegit com a Bé Cultural d'Interès Local.

## Descripció
Masia situada sota el puig del Montgròs, a peu de l'antic camí de Ribes a Cubelles. Està constituït per dos volums adossats, entre els que hi ha l'antic mas avui convertit en masoveria i un casal construït entorn el segle xix. El primer és un edifici de planta rectangular i tres crugies. Consta de planta baixa, pis i golfes i té la coberta a dues vessants amb el carener paral·lel a la façana. Al centre del frontis hi ha el portal d'arc de mig punt adovellat, al costat del qual hi ha un portal de menors dimensions d'arc escarser adovellat. El primer pis s'obre amb dos finestrals d'arc pla arrebossat delimitats amb una barana de ferro forjat, entre els que hi ha pintat un rellotge de sol força desdibuixat. La façana queda rematada amb un destacat ràfec amb imbricació de teules i rajoles ceràmiques. Al llarg de la façana de gregal hi ha adossat un cos d'un sol nivell d'alçat i coberta plana. La resta d'obertures de la construcció són d'arc pla arrebossat i es troben disposades per les façanes de forma aleatòria. El revestiment dels murs es manté arrebossat. El segon volum es troba adossat a migdia i es prolonga per garbí. És un edifici de planta rectangular i quatre crugies. Consta de planta baixa i pis i té la coberta plana. S'hi accedeix per un portal d'arc escarser de pedra, amb la clau gravada amb una orla decorativa. Els finestrals del pis, d'arc pla arrebossat emmarcats amb motllures, tenen sortida a un balcó corregut amb baranes de forja. A l'extrem de gregal de la façana hi ha una escala d'obra perpendicular, delimitada amb balustrada, que condueix a la capella del mas. S'hi accedeix per un portal d'arc de mig punt amb impostes. A continuació de l'escala hi ha adossat un cos rectangular de planta baixa, coberta amb una terrassa transitable delimitada amb balustrada. La resta d'obertures de la construcció són d'arc pla arrebossat i es troben distribuïdes de forma aleatòria. El ràfec està acabat amb cairats de fusta. L'acabat exterior es manté arrebossat, amb els emmarcaments de les obertures de tonalitat roja. Davant la casa hi ha un pati que queda tancat per un baluard, obert amb una important portalada amb pilars ceràmics acabats amb capitells de ceràmica vidriada. Entorn la façana de garbí hi ha diversos cossos annexes d'un sol nivell d'alçat.

## Història
La referència documental més antiga del manso Montis Grossi es remunta al segle xiii. A principi del segle xv va pertànyer a Guillem de Montgròs, personatge destacat per haver exercit de batlle a Ribes. Més endavant, ja al segle xvii, es trobava en mans dels Miró de Montgròs, llinatge estretament vinculat a la veïna població de Vilanova i la Geltrú. En el cadastre de l'any 1717 hi consta Pau Carreras com a masover i Francisca Gerona, vídua de Sitges, com a propietària. Al voltant del segle xix, es va bastir un casal senyorial al costat del mas, passant aquest a ser utilitzat com a masoveria.